# Konrad Riedel
Konrad Riedel (* 21. Dezember 1909 in Chemnitz; † nicht ermittelt) war ein deutscher Agrartechniker und Hochschullehrer.

## Leben und Wirken
Konrad Riedel studierte Ingenieurwissenschaften, promovierte 1952 zum Dr. agr. und habilitierte sich 1954. 1951 wurde er Direktor des Instituts für landwirtschaftliche Maschinen- und Gerätekunde an der Martin-Luther-Universität Halle-Wittenberg. Gleichzeitig übernahm er den entsprechenden Lehrstuhl und war ab 1955 Ordinarius für Landmaschinen- und Gerätekunde. 1965 wurde ihm die Goldene Ehrennadel und die Ehrenmitgliedschaft der KDT verliehen. 1969 schied er aus dem Lehrdienst aus.
Er war Mitglied der Max-Eyth-Gesellschaft und Mitglied des Redaktionsausschusses des Landwirtschaftlichen Zentralblatts, Abteilung Landtechnik.

## Schriften (Auswahl)
- Über die Eignung eines Fangschlitzes [...]. Halle/S. 1952.
- Die Standraumzumessung als Technisierungsproblem der Rübenpflege. Halle/S. 1954.
- (mit Gerhard Krupp): 40 Jahre Institut für landwirtschaftliche Maschinen und Gerätekunde. In: Wissenschaftliche Zeitschrift der Universität Halle, 1960.